# Giuseppe Cattaneo (calciatore)
Giuseppe Cattaneo (fl. XX secolo) è stato un calciatore italiano, di ruolo attaccante.

## Carriera
Ha giocato per il Pavia con il fratello Giovanni Cattaneo a cavallo della prima guerra mondiale. Nel secondo dei tre campionati disputati con la squadra pavese è stato il cannoniere con 21 reti segnate in 19 incontri, contribuendo alla promozione in Prima Categoria. Aveva esordito con il Pavia nella prima partita ufficiale del calcio pavese il 4 gennaio 1914 nella partita Pavia-Ausonia Pro Gorla (4-0).